# جوزيف جحا
جوزيف جحا (مواليد 1944، في زحلة، لبنان)، هو كاتب وروائي لبناني أمريكي. وهو أستاذ فخري في جامعة ولاية أيوا، ومؤلف روايتين، أولهما "Through and Through: Toledo Stories"، وهي إحدى أوائل الروايات العربية الأمريكية الحديثة، و«الشقراء اللبنانية». كما نشر قصائد ومسرحيات ومقالات وقصص قصيرة في دوريات ومختارات مثل مجلة إسكواير، وGrowing Up Ethnic in America، و نيويورك تايمز.

## التعليم
انتقل جحا إلى الولايات المتحدة في عام 1946 مع عائلته، وفي عام 1962 تخرج من مدرسة سانت فرانسيس دي ساليس الثانوية في توليدو، أوهايو. تخرج من جامعة توليدو عام 1966 بدرجة البكالوريوس، وفي 1968 حصل على درجة الماجستير في اللغة الإنجليزية. قبل مجيئه إلى ولاية أيوا عام 1977، درس اللغة الإنجليزية والكتابة الإبداعية في جامعة ولاية ميسوري وجامعة بولينج جرين ستيت وجامعة توليدو.

## الجوائز
حصل جحا على زمالة من الصندوق الوطني للفنون في عام 1988 وجائزة بوشكارت في الخيال في عام 1990. تم اختيار أعماله لإدراجها في المجموعة الدائمة «الأرشيف العربي الأمريكي» لمؤسسة سميثسونيان. حصل على جائزة الكتاب العربي الأمريكي عام 2013 عن روايته «الشقراء اللبنانية».

## أعماله
- Through and Through: Toledo Stories (1990، مطبعة جرايوولف؛ 2009: طبعة ثانية، مطبعة جامعة سيراكيوز) (رواية قصيرة)[13]
- ساهم في كتاب «بلدات»، مطبعة جامعة آيوا، 1992.[14]
- الكتابة العربية الأمريكية (2002، جامعة ولاية أيوا) (محرر)
- ساهم في كتاب «أطفال دينارزاد: مختارات من الخيال العربي الأمريكي المعاصر»، 2009.[15]
- الشقراء اللبنانية[12] (2012، مطبعة جامعة ميشيغان) (رواية)[16]

## النقد العلمي
- ساليتا، ستيفن (2001). "زنجي الرمل والمتاجر الصغيرة والعم سام: التفاوض الثقافي في رواية جوزيف جحا وديانا أبو جابر" (PDF). النقد . 43 (4). مشروع ميوز.

## روابط خارجية
- Miller، Michael (6 نوفمبر 2012). "Lebanese Blonde". Toledo Free Press. مؤرشف من الأصل في 2014-01-06. اطلع عليه بتاريخ 2013-02-24.
- Nebbe، Charity. ""Lebanese Blonde" by Joseph Geha". Iowa Public Radio. مؤرشف من الأصل في 2014-01-06. اطلع عليه بتاريخ 2013-02-24.